# Luminary: Rise of the GoonZu
Luminary: Rise of the GoonZu, in precedenza anche GoonZu Online, è un MMORPG gratuito con grafica 2D isometrica in stile manga, edito dal 2005.
Goonzu simula un complesso apparato politico, economico e sociale che consente al giocatore una grande libertà di gioco. Il giocatore può eleggere il sindaco della città di cui fa parte e questi eleggono il goonzu, ovvero il capo del server. Il sistema economico è innovativo in quanto comprende un mercato in tempo reale del server, un altro mercato inter-server e un mercato azionario in cui sono quotate le città del gioco. Inoltre, essendo grande il numero di giocatori, i prezzi vengono influenzati dagli eventi come nel mondo reale.
Il gioco è a classe aperta, quindi ognuno può decidere come creare il personaggio. I personaggi generalmente vengono comunque divisi in due grandi categorie: Artigiani e Guerrieri, anche se la maggior parte dei personaggi sono ibridi. Il Guerriero si dedicherà al combattimento, alla raccolta dei materiali e alla cattura di mostri. L'Artigiano invece predilige una vita più calma, fatta di craft (ovvero creazione di oggetti), vendita e contrattazioni al mercato, commissioni da parte di altri giocatori e così via. Ogni oggetto che non sia una materia prima può essere costruito. Dalle armi alle armature, dal cibo alle pozioni e alle medicine.
Le cavalcature svolgono un ruolo importante per lo sviluppo del personaggio, che dev'essere almeno a livello 15 per cavalcare.
Tutti i cavalli hanno 4 statistiche, che sono aggiunte alle statistiche del personaggio per tutto il tempo che rimane a cavallo.
I cavalli inoltre hanno una vita media che indica quando il cavallo morirà di morte naturale.